# 约翰尼斯公墓
约翰尼斯公墓（Johannisfriedhof）是德国纽伦堡的一个教会公墓，由纽伦堡市和福音路德会管理，并作为历史文物受到保护。墓地已有超过五个世纪的历史，拥有许多具有历史和艺术价值的墓誌銘，具有文化史价值的墓碑。由于种植许多玫瑰，又被称为玫瑰公墓（Rosenfriedhof）。公墓也是一处历史名人景点，和纽伦堡历史之路的一站。

## 位置
墓地位于纽伦堡城墙以西的圣约翰尼斯区。墓地中央有一座13世纪的圣约翰教堂（St.-Johannis-Kirche），东部边缘还有一座16世纪的圆形建筑霍尔茨丘赫小堂（Holzschuherkapelle）。

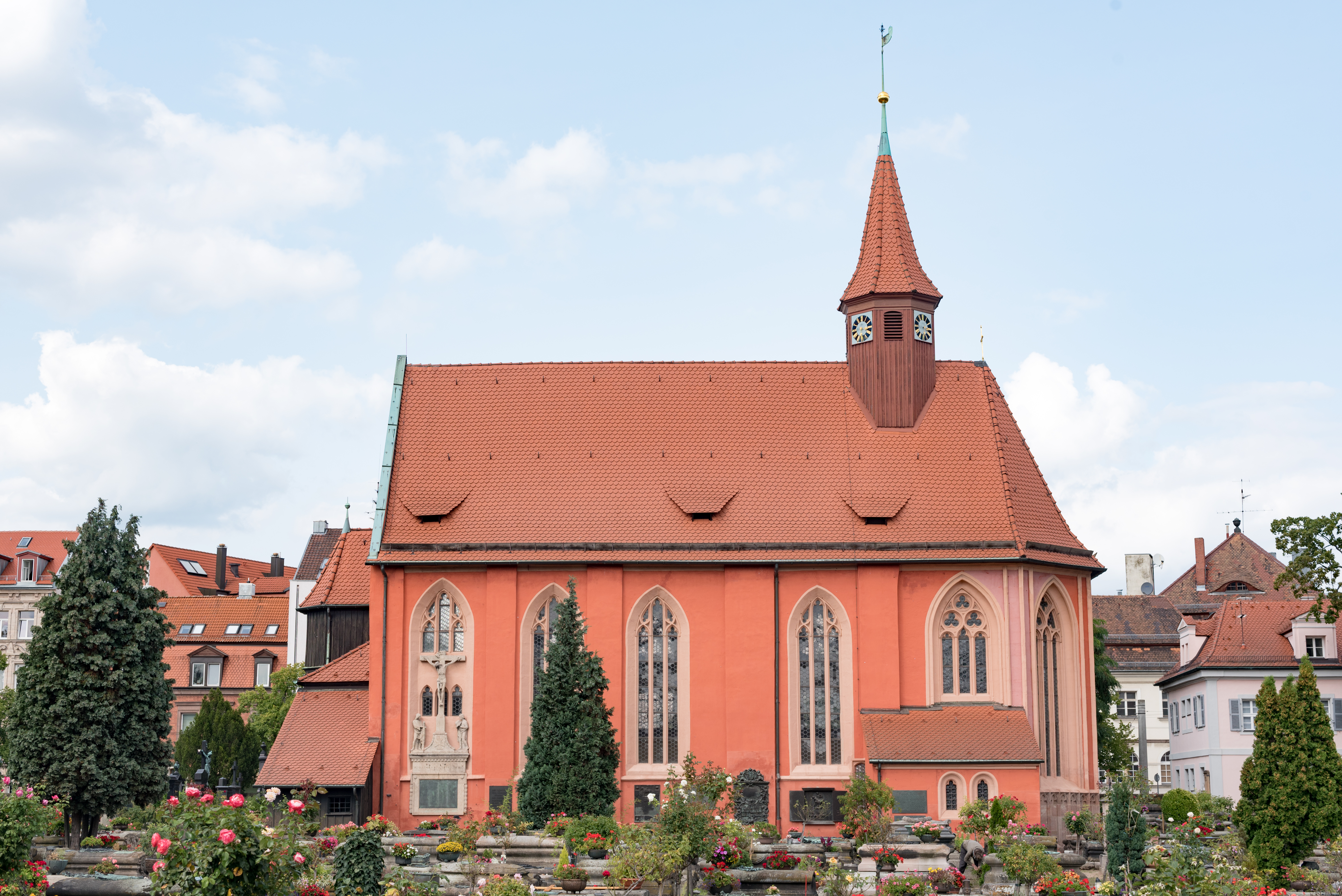
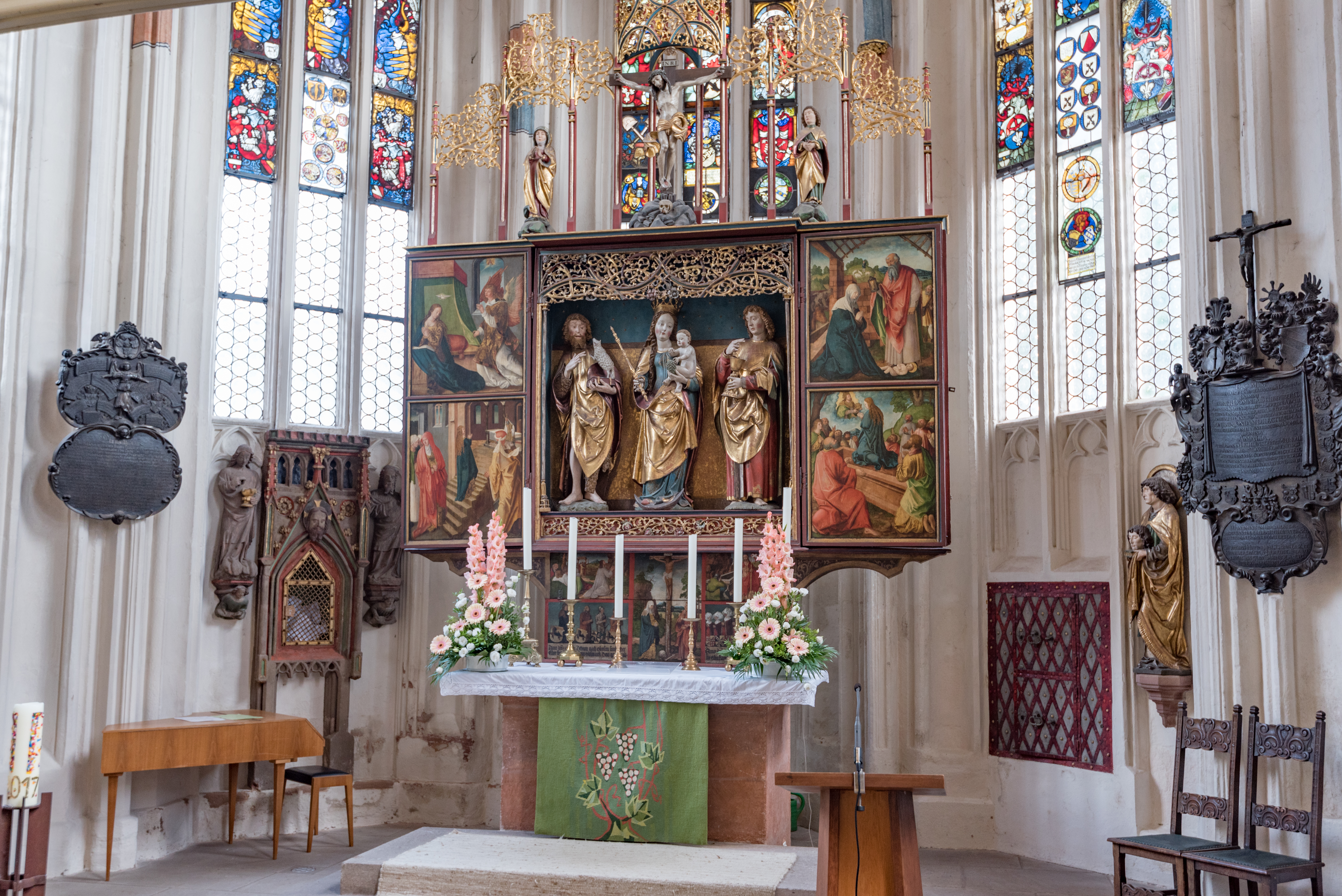
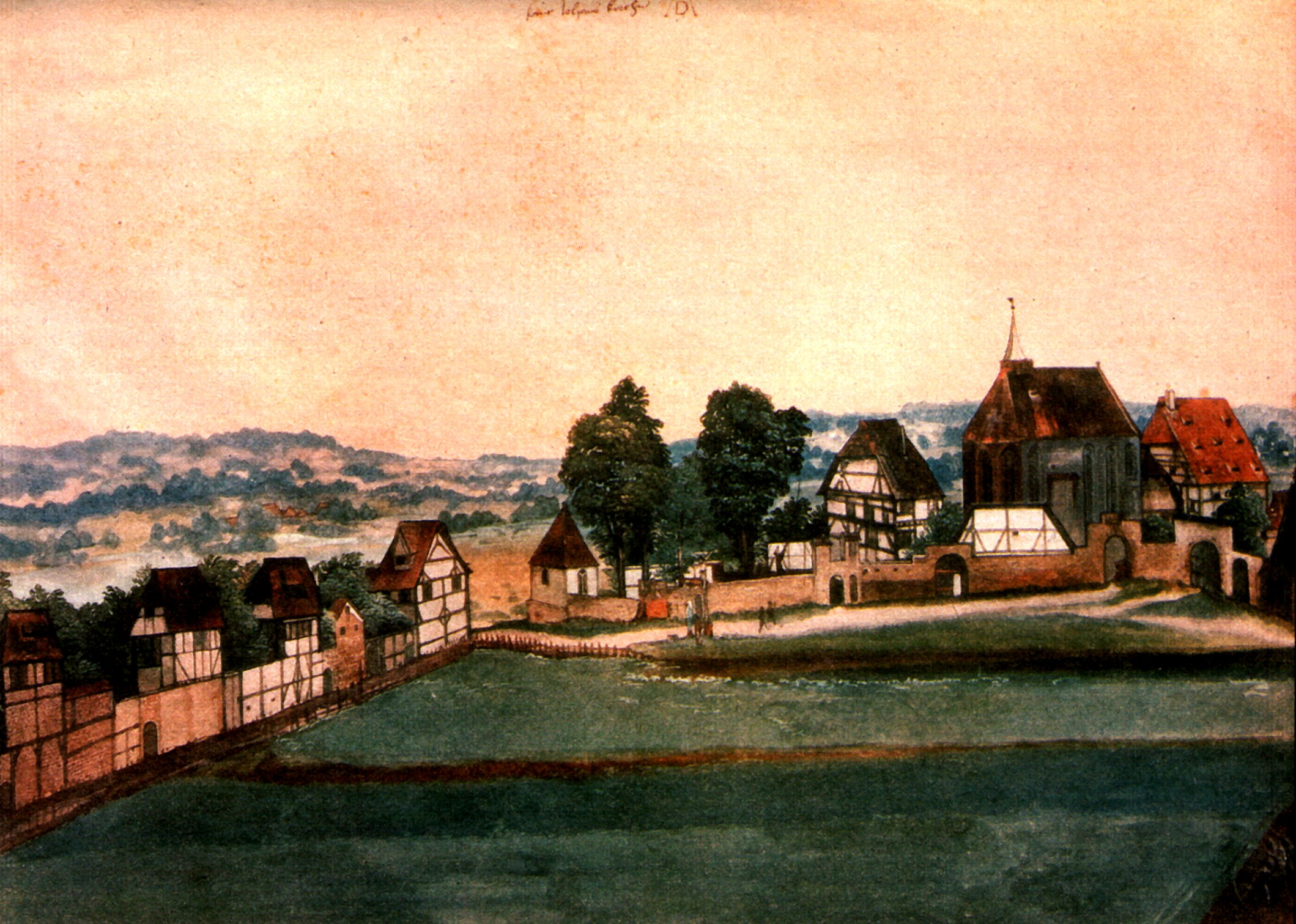
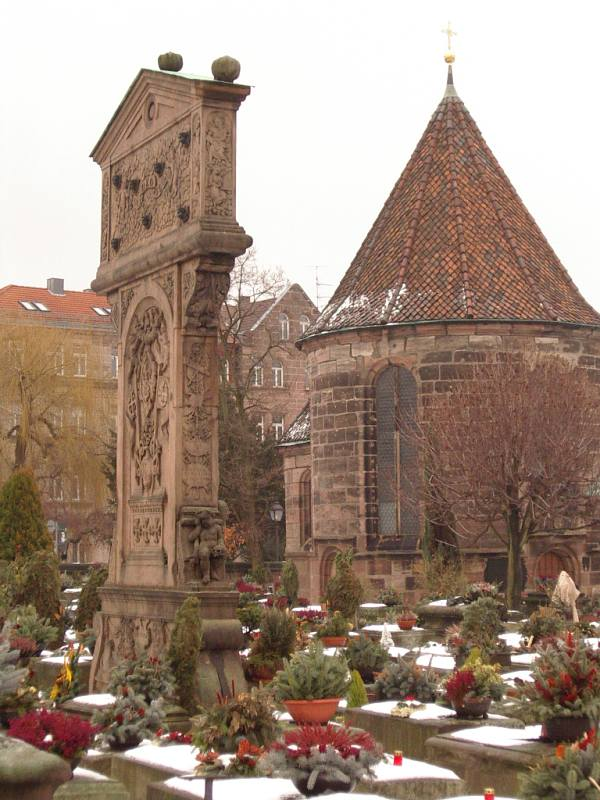
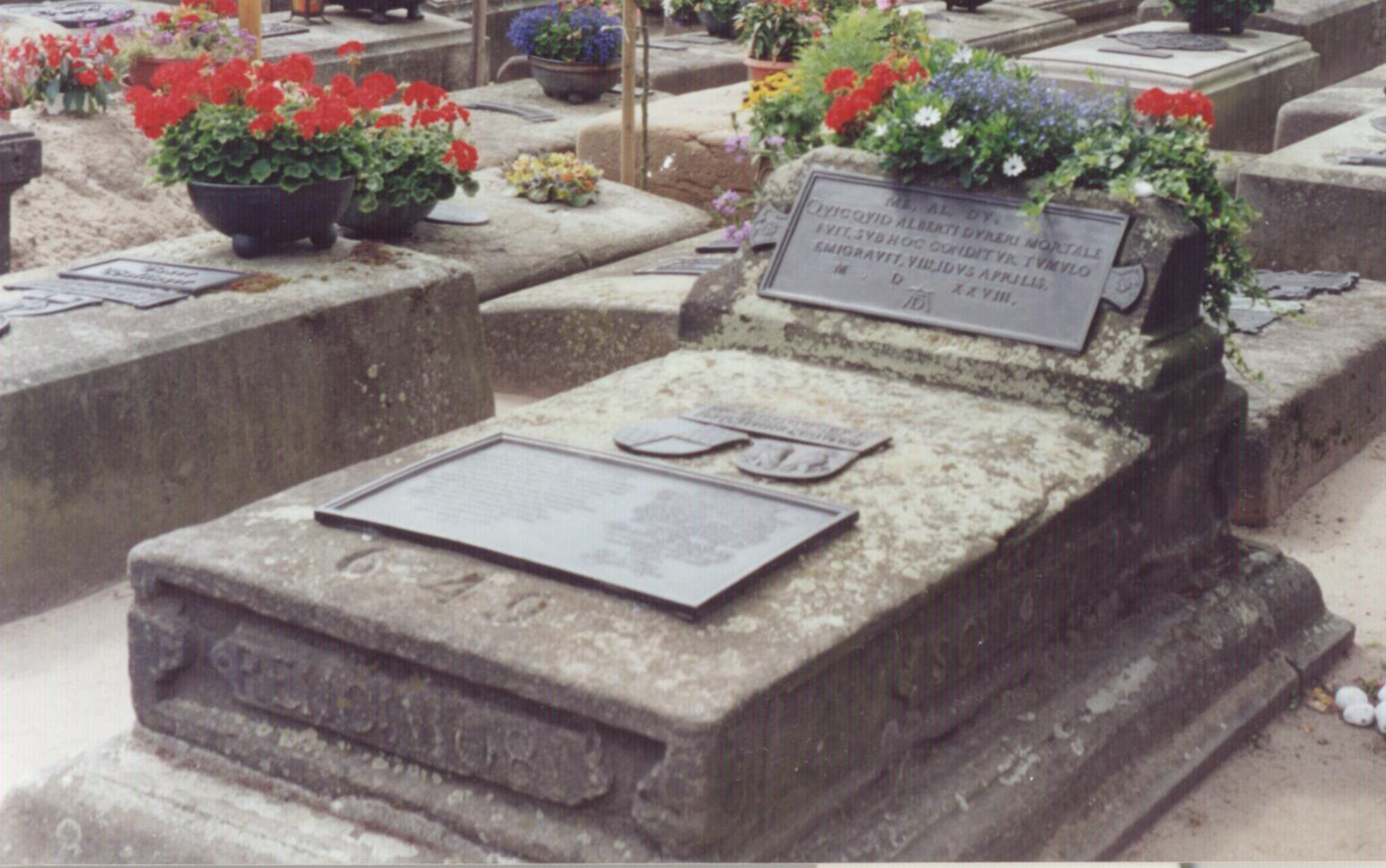
丢勒墓
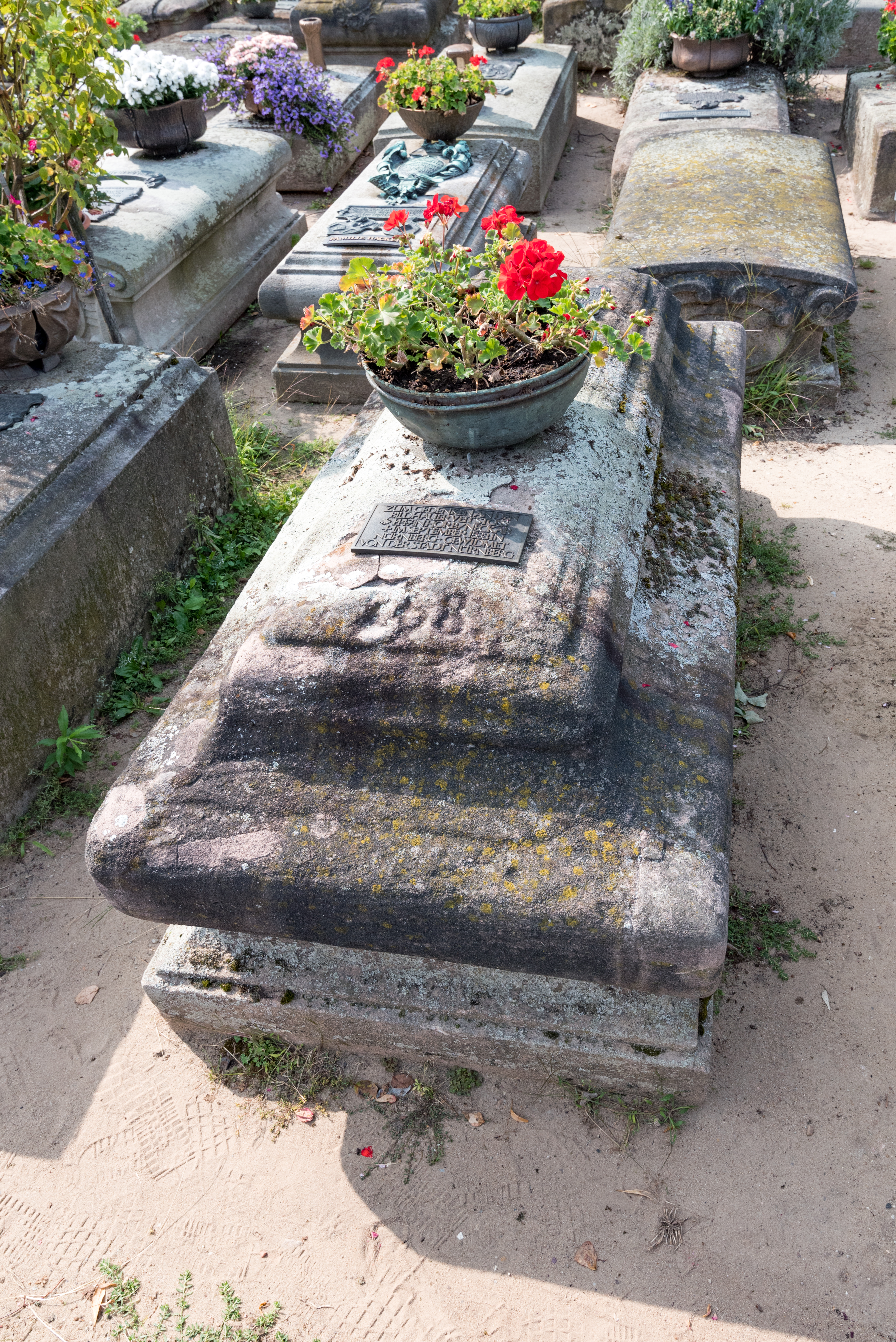
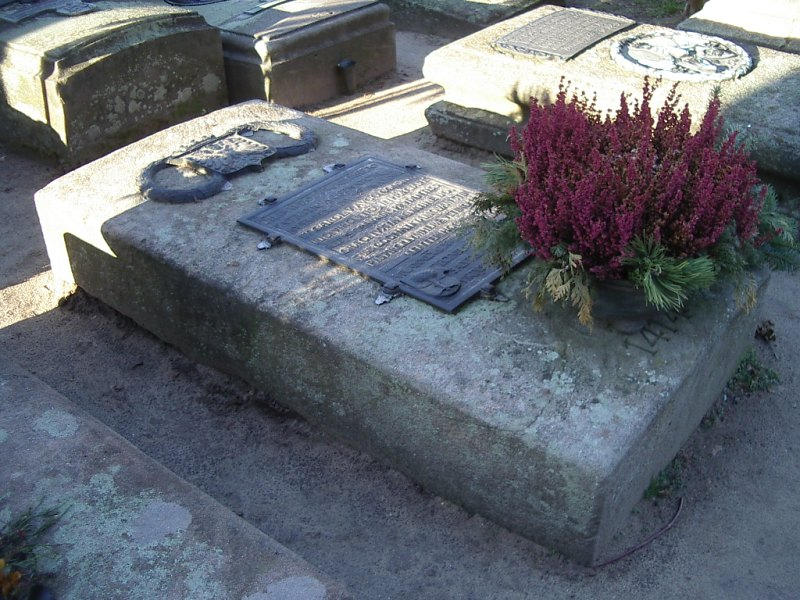
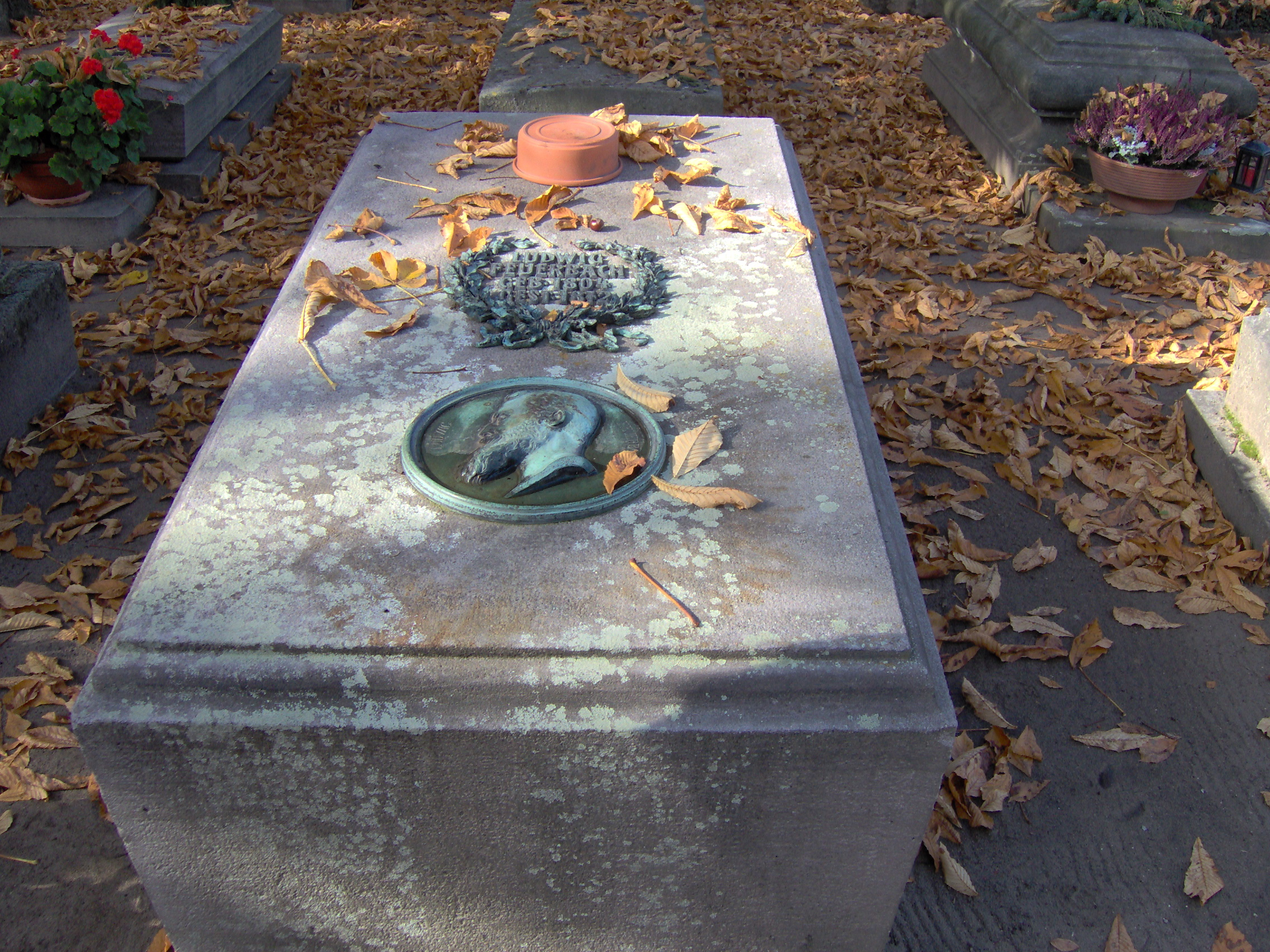